# 深安町

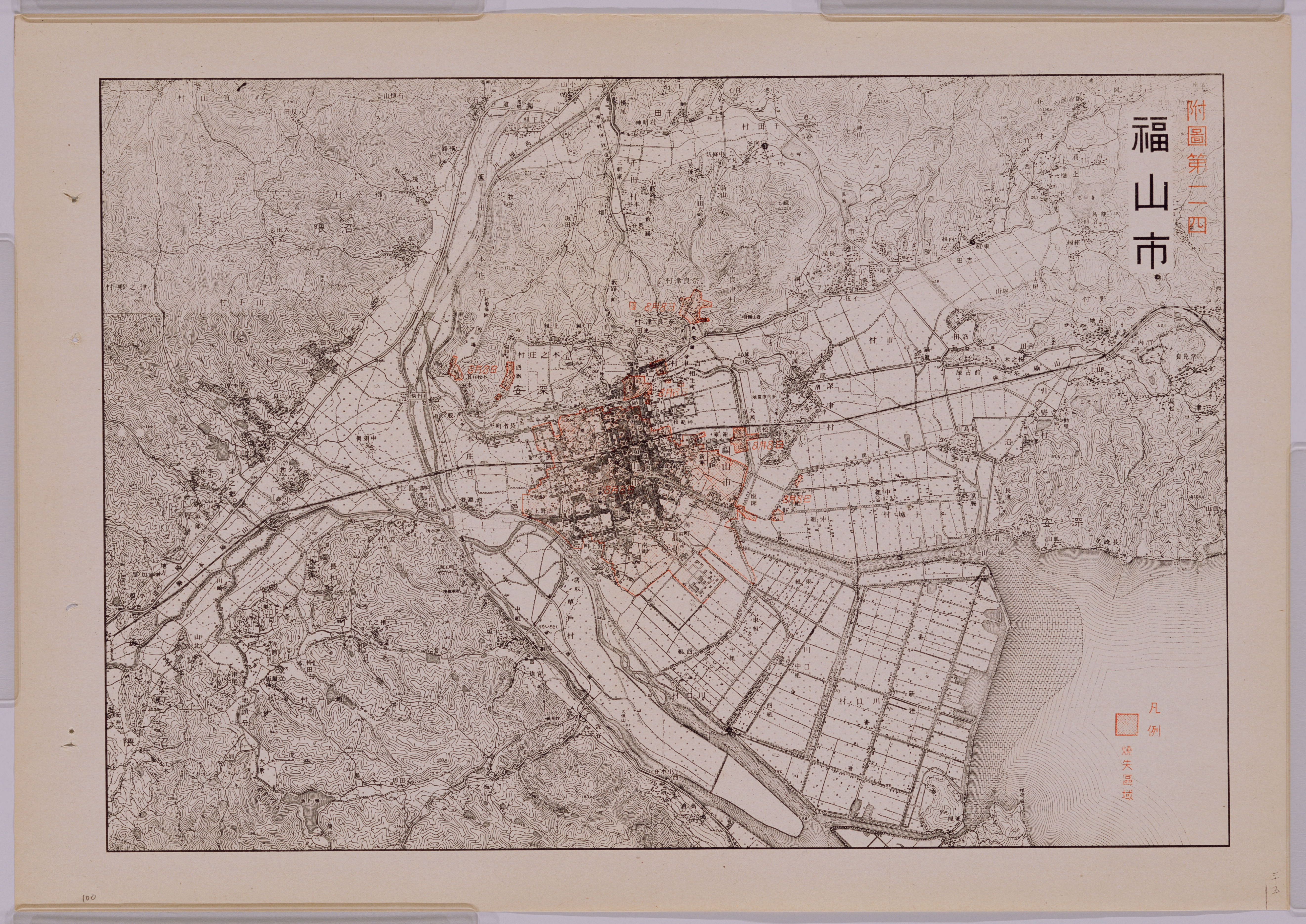
1945年戦災概況図

深安町（ふかやすちょう）はかつて広島県深安郡に存在した町である。1962年1月1日に福山市に編入されて消滅した。

## 沿革
- 1889年4月1日 - 市町村制施行。深安町域には当時いずれも深津郡に属する大津野・春日・坪生の各村が存在した。
- 1898年10月1日 - 深津・安那両郡が統合して深安郡が成立したことに伴い、大津野・春日・坪生各村は深安郡に属する村になる。
- 1955年3月31日 - 深安郡大津野村・春日村・坪生村が対等合併して深安町が成立。
- 1961年6月11日 - 福山市・深安町境付近の海岸6.6平方kmが日本鋼管（現：JFEスチール）の新製鉄所、最終候補地に選ばれる。埋立をスムーズに行うため福山市・深安町の合併についての第一回協議会が福山市地方事務局で行われる。
- 1961年10月16日 - 日本鋼管の進出が正式に決定。2市町間での合併が具体化。
- 1961年11月18日 - 小川町長が町民に福山市との合併について説明。説明会は、大津野地区と春日・坪生地区の2箇所で行われる。
- 1961年11月20日 - 福山市と深安町両方の臨時議会で合併案が可決。
- 1962年1月20日 - 福山市と深安町で合併調印が行われ正式に合併。新町名福山市大門町。わずか6年9箇月の町政にピリオドを打つ。

## 地理
河川
- 手城川

## 名所・旧跡
- 春日池 - 備後福山藩初代藩主水野勝成により17世紀に築造された大規模なため池。
- 皿山海水浴場 - 日本鋼管工場建設により閉鎖。
- 帝国海軍福山海軍航空隊 - 大津野村津之下にあった。

## 大字（1961年12月31日当時のデータ）
- 宇山（うやま）
- 浦上（うらかみ）
- 大門（だいもん）
- 津之下（つのした）
- 坪生（つぼう）
- 能島（のうじま）
- 野々浜（ののはま）
- 吉田（よしだ）

## 交通（1961年12月31日当時のデータ）

### 鉄道
- 国鉄山陽本線
  - 大門駅

### 道路
国道
- 国道2号

主要地方道
町内は通過していない。
一般県道
- 広島県道津之下引野線 - 1971年廃止、現：岡山県道・広島県道3号井原福山港線
- 広島県道下御領笠岡線 - 1970年廃止、現：広島県道76号神辺大門線・広島県道379号坪生福山線
- 広島県道坪生福山線 - 現：広島県道379号坪生福山線
- 広島県道坪生大門線 - 1994年廃止、現：広島県道76号神辺大門線

## 教育（1961年12月31日当時のデータ）
小学校
- 深安町立大津野小学校
- 深安町立春日小学校
- 深安町立坪生小学校

中学校
- 深安町立大津野中学校 - 合併後の1966年7月4日福山市立鳳中学校に改称。
- 深安町立培遠中学校

## 備考
- 当初は同じ深安郡に属する市・引野両村を含めた5村での合併を目指していたが、市・引野両村は福山市への編入を求める意見が強く、結局大津野・春日・坪生各村での合併になった。このため、大津野地区・春日地区・坪生地区がそれぞれ山で隔てられ、必ずしも一体的とは言えない地理を有する自治体になった。ちなみに合併に参加しなかった市・引野両村は1956年9月30日に他の2町（沼隈郡鞆・水呑両町）6村（沼隈郡の赤坂・熊野・瀬戸・津之郷各村と深安郡の千田・御幸各村）とともに福山市へ編入されている。
- 深安郡は1898年10月1日に深津・安那両郡を統合して成立した郡であるが、深安町域はすべて旧深津郡域にあり、旧安那郡域を全く含んでいなかった。
- 今日旧深安町域で深安という町名を見ることは全くない。というのも合併後の町名は福山市大門町になったからである（その後1965年1月1日から旧春日村域〔宇山・浦上・能島・吉田〕は春日町、旧坪生村域〔坪生〕は坪生町にそれぞれ変更された）。支所名も浦上・大門となった（現在は東部支所に統合）が、1933 - 2006年に1市10町20村と合併した福山市で旧市町村名が全く町名として用いられていないのは深安町と市村（現在の蔵王町など）だけである。ちなみに深安郡という郡名も2006年3月1日に神辺町が福山市に編入されることをもって107年5箇月の歴史を閉じることになった。
- 深安町役場は交通至便な大門地区ではなく、国鉄（当時）大門駅からかなり離れた浦上地区にあり、合併後も最近まで福山市役所浦上支所として使用されていたが、2000年に福山市東部図書館を併設した東部市民センター（福山市伊勢丘6丁目）に移転した。